# Lobispa
Lobispa es un género de insecto coleóptero de la familia Chrysomelidae.

## Especies
- Lobispa expansa Staines, 2001
- Lobispa sentus Staines, 2001